# 亨利鎮區 (北達科他州戈爾登瓦利縣)
亨利鎮區（英語：Henry Township）是位於美國北達科他州戈爾登瓦利縣的一個鎮區。

## 地方資料
亨利鎮區的面積為187.67平方千米，當中陸地面積為187.52平方千米，而水域面積為0.15平方千米。根據2020年美國人口普查的數據，當地共有人口22人，而人口密度為每平方千米0.12人。